# Peix carboner d'Alaska
El peix carboner d'Alaska (Theragra chalcogramma) és una espècie de peix pertanyent a la família dels gàdids. Es comercialitza fresc, congelat o com a surimi i es cuina al forn microones, al vapor o fregit en mantega. Els adults que fresen són capturats sovint únicament pels seus ous.És inofensiu per als humans i la seua esperança de vida és de 15 anys.

## Morfologia
Pot arribar a fer 91 cm de llargària màxima i 3.850 g de pes màxim. La seua coloració al dors va del verd oliva al marró i esdevé argentada als flancs i pàl·lida a la zona ventral, sovint amb taques. Aletes de color gris fosc a negre. Ulls grossos. Mandíbula inferior sortint. Línia lateral al llarg de tot el cos fins a l'aleta caudal. 38-48 radis tous a l'aleta dorsal i 33-42 a l'anal. Aletes dorsals força separades. Aletes pelvianes amb un filament lleugerament allargat.

## Ecologia
Es troba al Pacífic nord: des de Kivalina -Alaska- fins al sud del mar del Japó i Califòrnia -els Estats Units-.
Els ous fan 3,4 mm de diàmetre i es desclouen al cap de 28 dies aproximadament i a una temperatura de 3 °C. Les larves acabades de néixer fan 3,8-5,1 cm de llargada i completen el seu desenvolupament en 50 dies. Les femelles creixen a un ritme igual o lleugerament més ràpid que els mascles i arriben a la maduresa sexual als 3-4 anys de vida (els mascles entre 3 i 5) i amb una longitud de 36 cm. La fresa es realitza un cop a l'any, dura un mes sencer i té lloc entre el març i l'agost a l'est del mar de Bering i entre el gener i el març a la conca Aleutiana.
És un peix d'aigua marina i salabrosa, bentopelàgic, no migratori i de clima polar (68°N-34°N, 129°E-120°W), el qual viu entre 0-1.280 m de fondària i realitza migracions verticals diürnes.
Menja principalment krill i, en menor mesura, peixos i crustacis. En aquelles àrees on els juvenils són molt nombrosos (com ara, l'est del mar de Bering), els exemplars adults se'ls mengen si en tenen l'oportunitat.
És depredat per Pterothrissus gissu (al Japó), Anoplopoma fimbria, Alcichthys alcicornis (el Japó), Myoxocephalus jaok (Rússia), Theragra chalcogramma (els Estats Units), Hemitripterus villosus (el Japó), Hexagrammos otakii (el Japó), Physiculus japonicus (el Japó), Atheresthes evermanni (les illes Kurils), Hippoglossus stenolepis (Alaska), Pleuronectes bilineatus, l'halibut negre (Reinhardtius hippoglossoides), Sebastes entomelas (Alaska), Hemilepidotus jordani, Myoxocephalus polyacanthocaphalus (Alaska), Gadus macrocephalus, Hemitripterus bolini, Pleurogrammus monopterygius, Atheresthes stomias, Hippoglossoides elassodon, Lepidopsetta bilineata, Pleuronectes asper, Bathyraja parmifera, Sebastes alutus, Trichodon trichodon, Bathyraja aleutica (Rússia), Bathyraja maculata (Rússia), Bathyraja parmifera (Rússia), el fraret crestat (Fratercula cirrhata) (els Estats Units), el fraret corniculat (Fratercula corniculata) (els Estats Units), la foca comuna (Phoca vitulina) (el Canadà), el lleó marí de Steller (Eumetopias jubatus) (Alaska), el tauró dormilega del Pacífic (Somniosus pacificus) (Alaska), el rorqual d'aleta blanca (Balaenoptera acutorostrata) i la marsopa de Dall (Phocoenoides dalli).